# Claude de Bullion
Pour les articles homonymes, voir Bullion.
Cet article possède un paronyme, voir Rémy-Claude de Bullion.
Claude de Bullion,, baptisé le 13 octobre 1569, en l’église Saint-André-des-Arts, à Paris et mort le 22 décembre 1640 à Paris, est un avocat du Parlement de Paris des XVIe et XVIIe siècles, ministre du roi Louis XIII, rattaché entre autres aux Finances. Surintendant des Finances (1632).

## Biographie
Fils de Jean de Bullion, seigneur d'Argny, conseiller au Parlement de Paris, puis maître des requêtes, et de Charlotte de Lamoignon, Claude de Bullion est reçu comme avocat au parlement de Paris en 1594. En 1595, il achète une charge de conseiller au même parlement. En 1605, il devint maître des requêtes et, en 1606, conseiller d’État ainsi que président au parlement de Grenoble.
En 1612, il est commissaire de Sa Majesté près de l'assemblée réformée de Saumur, puis ambassadeur extraordinaire auprès de la cour de Turin. Il est surintendant des finances sous Louis XIII (1632) puis « garde des sceaux des ordres du roi », de l'Ordre du Saint-Esprit, du 28 février 1633 à 1636. Il est un soutien actif de Richelieu.
Claude de Bullion a été le « créateur » du louis d’or.

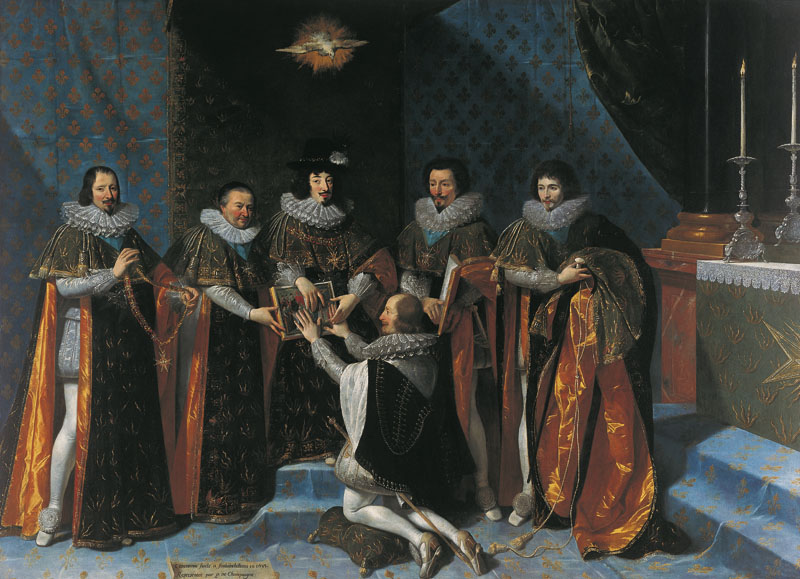
Réception d'Henri II d'Orléans, duc de Longueville, dans l'ordre du Saint-Esprit par le roi Louis XIII, le 15 mai 1633, par Philippe de Champaigne

En 1602, son cousin Henri de La Villeneuve décède sans descendance. Il hérite alors de la seigneurie de Bonnelles que sa tante, Henriette de Lamoignon, lui transmet. Puis Claude de Bullion achète en 1611 la seigneurie de Boulon, commune voisine de Bonnelles, aujourd'hui Bullion dans le département des Yvelines. Il achète la seigneurie de Maule (Château d'Agnou). En 1620, il acquiert le château de Wideville qu'il réaménage et embellit ainsi que les jardins et crée le célèbre Nymphée. En décembre 1621, des lettres patentes du roi Louis XIII lui sont accordées « portant commutation dudit lieu, terre et seigneurie de Boulon en celui de Bullion ». Il sera possesseur également des seigneuries de Bonnelles, de Gallardon, de Montlouet, d'Attilly (Férolles-Attilly), de Longchesne (à Bullion), de Saint-Germain-de-Morainville et la Grange-du-Bois à Saint-Germain-de-la-Grange, Plaisir et Thiverval en 1639, de Brie-Comte-Robert avec Grisy et La Grange-le-Roy à Grisy-Suisnes en 1633.
À partir de 1631, il fait remanier son Hôtel Bullion, de la rue Plâtrière (actuelle rue Jean-Jaques Rousseau, que Salomon de Brosse avait agrandi en 1614. La décoration est faite sur les dessins des Le Vau, père et fils Le Vau,,. Dans cet hôtel particulier parisien, aujourd'hui disparu, l'on remarquait autrefois deux galeries peintes par Vouet et Jacques Blanchard.
En 1639, il acquit le château d'Esclimont, mis en vente. Son fils Noël de Bullion aura, par son mariage avec Charlotte de Prie, des droits sur Fervaques.
Claude de Bullion « décéda en sa maison de Paris, le 29e jour de décembre, l'an 1640 et fut enterré en l'église des Cordeliers de Paris en la chapelle de la maison Besançon, laquelle il avoit fait orner de riches peintures comme y ayant destiné sa sépulture avec ses ancestres maternels » et nuitamment en raison de son impopularité comme surintendant des finances. Son mausolée est détruit à la Révolution.
Son fils Noël de Bullion lui succède comme garde des sceaux de l'Ordre du Saint-Esprit.

## Portrait et souvenirs par Tallemant des Réaux
Tallemant des Réaux, contemporain de Bullion, a mentionné une de ses habitudes alimentaires : « Il avoit des cerneaux tout aux long de l’année, et toujours de la poudre de champignons dans sa poche », et de préciser : « Quant à la poudre de champignons, Bullion l’employoit pour les ragoûts qu’on lui servoit chez les autres ». Saint-Simon qui écrit un demi-siècle plus tard, l'histoire à force d'être racontée, s'est transformée et est devenue, comme souvent sous la plume de ce mémorialiste, plus malveillante : « Étant au conseil avec la Reine régente, il vint une odeur de charbon et d'ordures qui infecta le lieu et dont la Reine se plaignit fort. Bullion tira une petite boîte d'ivoire de sa poche et la présenta à la Reine pour la sentir ; la Reine l'ouvrit avec impatience mais en la portant à son nez : « Ah ! Bullion, s'écria-t-elle en la lui rejetant, vous m'empoisonnez. Comment ! c'est de la merde !. C'en étoit en effet : la boîte se renouveloit tous les matins de la plus fraîche, et le Surintendant, qui n'aimoit rien tant que cette odeur, avoit oublié que ce goût lui étoit tout à fait particulier ».
Toujours selon Tallemant, à propos de la création du louis d'or : « Cependant, on m'a assuré que quand les premiers louis d'or furent faits, il dit à ses bons amis : « Prenez-en tant que vous en pourrez porter dans vos poches ». Bautru fut celui qui en porta le plus. Il en mit trois mille six cents. Le bon homme Senecterre en était. Je doute de cela. On m’a dit depuis que cela était vrai, et qu’il le fit pour gagner Senecterre ». Selon Saint-Simon : « C'étoit au reste un habile ministre, estimé, considéré, et qui avait beaucoup d'amis. Lorsqu'il fit faire les premiers louis d'or, il pria cinq ou six hommes de ses amis à dîner, le maréchal de Gramont, le maréchal de Villeroy, les commandeurs de Jars et de Souvré, le marquis d'Hauterive, parent et ami intime des trois derniers, et quelqu'autre encore qui s'y trouva. Au fruit, il fit servir cinq ou six bassins remplis de cette nouvelle monnoie, et leur dit d'en remplir leurs poches et leurs chausses, leurs chapeaux même s'ils vouloient, et que tout ce qu'ils pourroient en emporter eux-mêmes étoit à eux. Pas un de la compagnie ne se fit prier, et tous s'en fourrèrent tant qu'ils purent, s'en allèrent à grand'peine gagner leurs carrosses, et trouvèrent n'avoir jamais fait si bonne chère. Cette magnificence n'a pas été répétée, mais on peut croire que, quoiqu'elle vînt du surintendant, la reine en avoit pourtant eu la confidence ».

## Mariage et descendance
Claude de Bullion épouse le 22 janvier 1612 Angélique Faure, fille de Guichard Faure, secrétaire du Roi, et de Madeleine Brulart, elle-même sœur de Nicolas Brulart de Sillery, chancelier de France, et de Noël Brulart. La dot est de 75 000 livres.
Elle s'occupe activement d'œuvres charitables en Nouvelle-France.
Cinq enfants sont issus de ce mariage:
- Noël de Bullion (1615-1670[17]), marquis de Gallardon, seigneur de Bonnelles, président au Parlement de Paris en survivance de son père, puis Conseiller d'Honneur, Greffier des Ordres du Roi (1643), mort le 3 août 1670, marié en 1639 avec Charlotte de Prie, fille de Louis de Prie, marquis de Toucy, et de Françoise de Saint Gelais. Ils sont les parents de Charles Denis de Bullion, marquis de Gallardon, seigneur de Bonnelles, Esclimont, Prévôt de Paris ;
- François de Bullion, marquis de Montlouet, baron de Maule, premier écuyer de la Grande Ecurie du Roi, mort en juillet 1671, marié avec Louise Henriette Rouault de Gamaches ;
- Pierre de Bullion, abbé de Saint Faron de Meaux, seigneur de La Grange-Le Roy (1642-1652) en héritage des Brulart de Sillery, mort le 30 novembre 1659 ;
- Claude de Bullion, marquis d'Atilly et Pamfou (en mars 1668), mort le 14 janvier 1677, marié avec Pierrette Meusnier (décédée le 13 décembre 1706) ;
- Marie de Bullion, mariée avec Pomponne II de Bellièvre, premier président du Parlement de Paris, sans postérité.

## Galerie

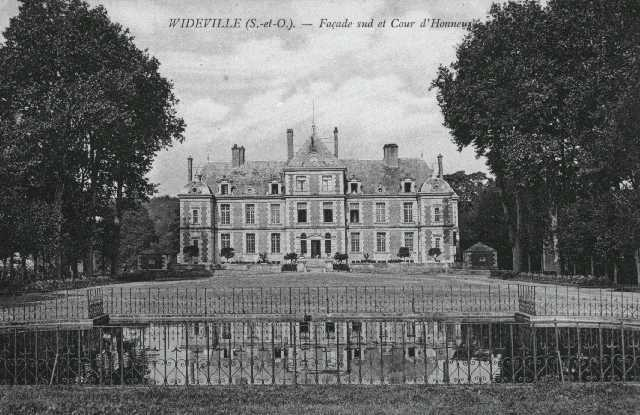
Le château de Wideville, Yvelines, édifié en 1620 pour Claude de Bullion.
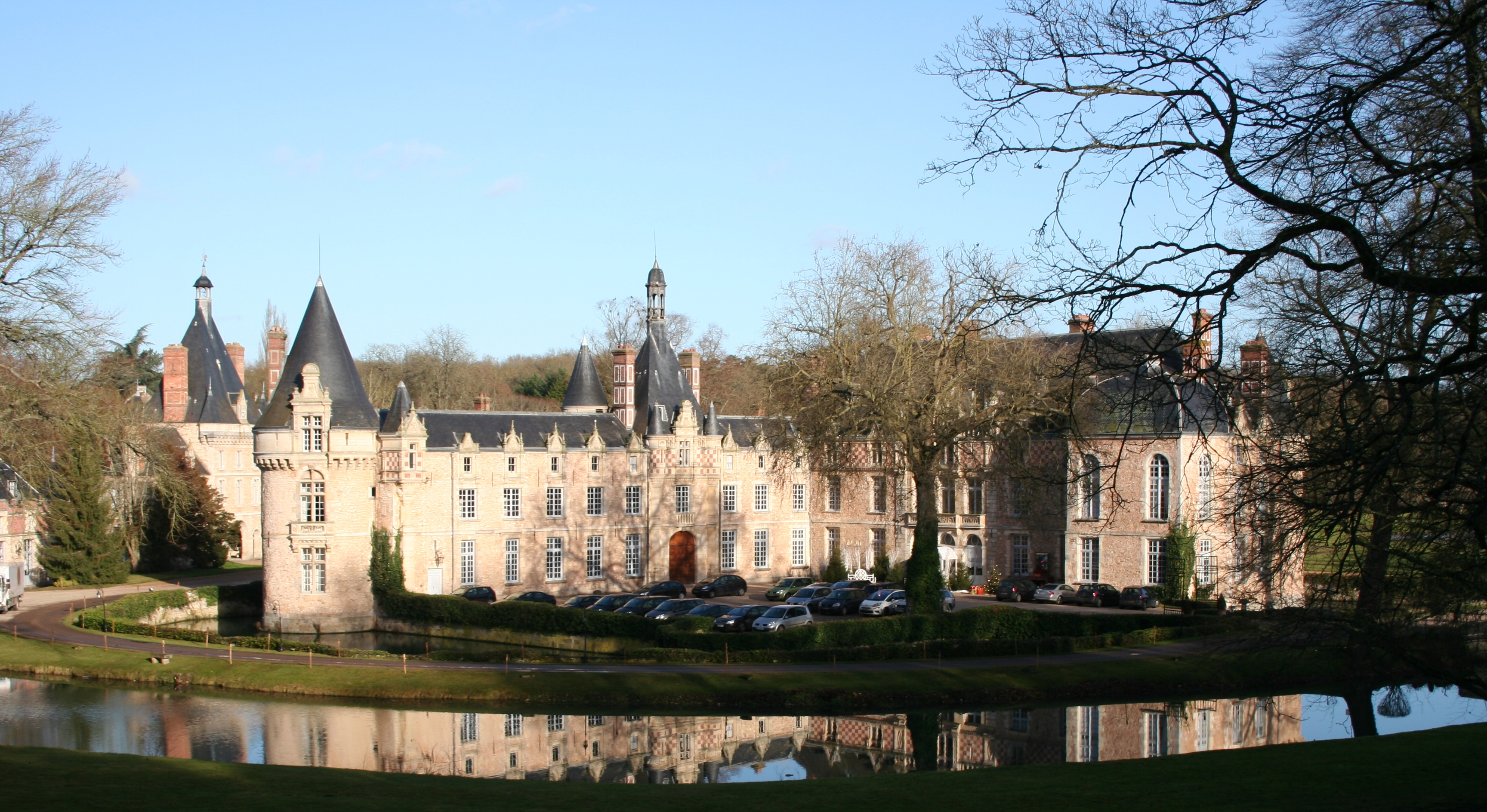
Le château d'Esclimont, Eure-et-Loir acheté en 1639.

### Sources et bibliographie
Cet article comprend des extraits du Dictionnaire Bouillet. Il est possible de supprimer cette indication, si le texte reflète le savoir actuel sur ce thème, si les sources sont citées, s'il satisfait aux exigences linguistiques actuelles et s'il ne contient pas de propos qui vont à l'encontre des règles de neutralité de Wikipédia.
- Yves Le Guillou, L’Enrichissement des surintendants Bullion et Bouthillier ou le détournement des fonds publics sous Louis XIII, Dix-septième siècle, no 211, 2001/2, [lire en ligne], p. 195-213
- Orest Ranum (trad. de l'anglais par Simonne Guénée), Les créatures de Richelieu : Secrétaires d'État et surintendants des finances 1635-1642, Paris, Pedone, coll. « Bibliothèque de la Revue d'histoire diplomatique », 1966, 261 p..